# Sirga – Die Löwin
Sirga – Die Löwin ist ein in Afrika gedrehter französischer Film aus dem Jahr 1993. Patrick Grandperret führte Regie, das Drehbuch basiert auf dem Roman Sirga la lionne von René Guillot.

## Inhalt
Im Land Pama in Afrika kommt Oulé am gleichen Tag wie die kleine Löwin Sirga zur Welt. Sie wachsen zusammen auf und werden unzertrennlich. Oulé geht gemeinsam mit der Löwin auf die Jagd, lernt die Sprache der Tiere, des Windes und des Feuers kennen, sowie auch die Geheimnisse der Steppe.
Eines Tages überfallen Sklavenjäger aus dem Norden ihr Dorf und entführen die Kinder. Oulé nutzt seine Kenntnisse, um mit den anderen wieder in seine Heimat zurückzukehren und Sirga wiederzufinden.

## Produktion
Der Film wurde in mehreren afrikanischen Ländern gedreht: in Simbabwe, Niger, Marokko und der Elfenbeinküste.

## Kritiken
Die Filmzeitschrift Cinema urteilte: „‚Sirga, die Löwin‘ vermeidet durch Natürlichkeit und Poesie die penetrante Süßlichkeit, die bei Filmen der Marke ‚Kinder mit tierischen Freunden‘ oft den Zuckerspiegel der Eltern gefährlich in die Höhe treibt. Der Spruch ‚für die ganze Familie‘ trifft hier wirklich den Punkt.“
Zu einem ähnlichen Fazit kam das Lexikon des internationalen Films: „Ein in schönen Bildern und einem ruhigen Rhythmus erzählter Film, der die Harmonie zwischen Mensch und Tier beschwört. Zugunsten dieser unspektakulären ‚Natürlichkeit‘ ist die Geschichte eher poetisch überhöht als dramatisch zugespitzt.“